# Damernas terränglopp i mountainbike vid olympiska sommarspelen 1996
Damernas terränglopp i mountainbike vid olympiska sommarspelen 1996 ägde rum den 30 juli 1996 i Georgia International Horse Park.
Mountainbike-loppet är en masstart. Endast ett lopp hålls varefter den som kommer först i mål vinner. Cyklister som blir varvade på banan avslutar det varv de befinner sig på, därefter avbryter de tävlingen.

## Medaljörer
| Event                | Guld              | Silver             | Brons                |
| Damernas terränglopp | Paola Pezzo (ITA) | Alison Sydor (CAN) | Susan DeMattei (USA) |

## Resultat
| Placering | Namn                      | Tid     |
| --------- | ------------------------- | ------- |
|           | Paola Pezzo (ITA)         | 1:50.51 |
|           | Alison Sydor (CAN)        | 1:51.58 |
|           | Susan DeMattei (USA)      | 1:52.36 |
| 4.        | Gunn-Rita Dahle (NOR)     | 1:53.50 |
| 5.        | Elsbeth Vink (NED)        | 1:54.38 |
| 6.        | Annabella Stropparo (ITA) | 1:55.56 |
| 7.        | Regina Marunde (GER)      | 1:57.21 |
| 8.        | Kathy Lynch (NZL)         | 1:57.40 |
| 9.        | Eva Orvošová (SVK)        | 1:57.56 |
| 10.       | Juliana Furtado (USA)     | 1:58.32 |
| 11.       | Laurence Leboucher (FRA)  | 1:59.00 |
| 12.       | Daniela Gassmann (SUI)    | 1:59.11 |
| 13.       | Lesley Tomlinson (CAN)    | 2:01.04 |
| 14.       | Alla Yepifanova (RUS)     | 2:01.35 |
| 15.       | Mary Grigson (AUS)        | 2:02.38 |
| 16.       | Silvia Fürst (SUI)        | 2:03.04 |
| 17.       | Erica Green (RSA)         | 2:03.06 |
| 18.       | Kateřina Neumannová (CZE) | 2:04.03 |
| 19.       | Kateřina Hanušová (CZE)   | 2:04.05 |
| 20.       | Laura Blanco (ESP)        | 2:04.20 |
| 21.       | Lenka Ilavská (SVK)       | 2:04.43 |
| 22.       | Deb Murrell (GBR)         | 2:04.44 |
| 23.       | Kanako Tanikawa (JPN)     | 2:05.44 |
| 24.       | Sandra Temporelli (FRA)   | 2:06.57 |
| 25.       | Gao Hongying (CHN)        | 2:09.08 |
| 26.       | Silvia Rovira (ESP)       | 2:09.17 |
| 27.       | Nadezhda Pashkova (RUS)   | 2:16.36 |